# Peter Bernstein (compositore)
Peter Bernstein (New York, 10 aprile 1951) è un compositore e direttore d'orchestra statunitense.
Ha composto musiche per film e serie televisive, tra cui: Ritorno dalla quarta dimensione, Operazione Canadian Bacon e I quattro della scuola di polizia. È figlio del compositore Elmer Bernstein.

## Filmografia parziale

### Cinema
- Terrore in città (Silent Rage), regia di Michael Miller (1982)
- Bolero Extasy (Bolero), regia di John Derek (1984)
- Ritorno dalla quarta dimensione (My Science Project), regia di Jonathan R. Betuel (1985)
- Videokiller (Remote Control), regia di Jeff Lieberman (1988)
- Operazione Canadian Bacon (Canadian Bacon), regia di Michael Moore (1995)
- Delitto imperfetto (Susan's Plan), regia di John Landis (1998)
- 2012 - L'avvento del male (Megiddo: The Omega Code 2), regia di Brian Trenchard-Smith (2001)
- Dark Asylum - Il trucidatore (Dark Asylum), regia di Gregory Gieras (2001)

### Televisione
- L'avventura degli Ewoks (The Ewok Adventure) - film TV, regia di John Korty (1984)
- Il ritorno degli Ewoks (Ewoks: The Battle for Endor) - film TV, regia di Ken Wheat e Jim Wheat (1985)
- I quattro della scuola di polizia (21 Jump Street) - serie TV, 101 episodi (1987-1991)
- Booker - serie TV, 19 episodi (1989-1990)
- I racconti della cripta (Tales from the Crypt) - serie TV, 1 episodio (1994)
- Rough Riders - miniserie TV (1997)
- Atomic Dog - film TV, regia di Brian Trenchard-Smith (1998)
- Chicago Hope - serie TV, 24 episodi (1998-1999)
- Tesoro, mi si sono ristretti i ragazzi (Honey, I Shrunk the Kids: The TV Show) - serie TV, 33 episodi (1998-2000)